# Mannophryne molinai
Mannophryne molinai es una especie de anfibio anuro de la familia Aromobatidae. Fue nombrada en honor al herpetólogo venezolano César Ramón Molina Rodríguez (1960-2015).

## Distribución geográfica
Es endémica de la sierra de Aroa en el estado Yaracuy, al noroccidente de Venezuela.

## Estado de conservación
Considerada como Vulnerable debido a su distribución restringida y a la pérdida de su hábitat natural.